# Fernão de Albuquerque
Fernão de Albuquerque (1540 — 29 de enero de 1623) fue un militar y administrador colonial portugués.
Fue nombrado capitán de Malaca; en 1578 pasó a ser el gobernador de Colombo en la isla de Ceilán y posteriormente fue nombrado capitán de Damán y Goa. Mientras que era capitán en Goa, falleció João Coutinho, conde de Redondo y fue nombrado gobernador de la India tomando posesión el 11 de noviembre de 1619 a los 79 años. Tres años después, el 19 de diciembre de 1622 fue sustituido por el conde de Vidigueira y falleció un mes más tarde, el 29 de enero de 1623.